# Balocchi e profumi (brano musicale)
Balocchi e profumi è una canzone italiana del periodo interbellico.
La canzone narra la vicenda di una donna che conduce una vita amorale e che insieme alla figlia si reca regolarmente in un negozio di lusso. In vetrina oltre ai prodotti cosmetici ci sono diversi giocattoli e la bambina si lamenta di non riceverne mai in regalo, mentre la madre compra regolarmente per sé cipria e cosmetici di marca Coty, trascurando quindi di dare alla figlia un minimo gesto del suo amore. Ogni ritornello si conclude pertanto con l'invocazione della piccola: Per la tua piccolina / non compri mai balocchi / Mamma, tu compri soltanto profumi per te! Il testo non lo specifica esplicitamente, ma la madre potrebbe essere una prostituta e comunque una donna non attenta alla figlia, dal momento che pensa infatti solo a farsi bella invece di badare alla sua bambina e il fatto è ancor più sottolineato dalla seconda strofa nella quale si dice che nel salotto profumato, ricco di cuscini di seta la madre porge il labbro tumido al peccato come per l'appunto a voler evidenziare la sua vita sentimentale sregolata. Il tutto si svolge sotto lo sguardo "indiscreto" della bambina, della quale la madre ancora una volta sembra non preoccuparsi.
Accade un giorno che la bambina si ammala: spaventata dal male improvviso della fanciulla, la madre, presa dal rimorso, torna al solito negozio per comprare finalmente i giocattoli che ella tanto desidera. La bambina fa appena in tempo a vederli e quindi a rendersi conto del pentimento della madre. Con tutta probabilità, però, la fanciulla muore subito dopo senza poterci giocare (ma il capo già reclina / ella socchiude gli occhi).
Il testo della canzone è una critica rivolta contro l'attaccamento ai beni materiali e contro i comportamenti considerati peccaminosi.
Concordemente alla morale diffusa all'epoca, infatti, il testo segue un ragionamento secondo il quale il peccato verrebbe punito con la malattia. L'infermità finisce comunque per colpire la figliola e non la madre, perché quest'ultima si renda conto di aver perso con la morte della figlia il bene più grande, ancor più importante dei suoi profumi.
I diritti editoriali del brano appartengono alla Nazionalmusic in comproprietà con la Diesis srl. La canzone, cantata in originale dal tenore Fernando Orlandis, negli anni è stata cantata anche da molti altri artisti italiani tra i quali spiccano Daniele Serra, Angela Luce, Luciano Virgili, Nilla Pizzi, Luciano Tajoli, Claudio Villa, Peppe Barra, Giorgio Consolini, Milva ed Enrico Musiani. Il tema della madre avara e snaturata venne poi ripreso da Renato Zero per la canzone Profumi, balocchi e maritozzi anche se, a parte la citazione di un verso, il collegamento tra i due brani è quasi inesistente (infatti, il figlio non è una fanciulla, ma un uomo adulto che pretende dalla madre non già dei giocattoli, ma niente di meno che un marito).

## Cinema
Il tema dà vita a due film:
- Balocchi e profumi, per la regia di F. M. De Bernardi e Natale Montillo (1953).
- Profumi e balocchi, film del 1979 diretto da Angelo Jacono.

La canzone viene cantata da Vittorio De Sica nell'episodio "Il fine dicitore" del film Gran varietà del 1954.